# Michalów-Kolonia
Michalów-Kolonia – wieś w Polsce położona w województwie lubelskim, w powiecie tomaszowskim, w gminie Rachanie.
| SIMC    | Nazwa          | Rodzaj    |
| ------- | -------------- | --------- |
| 0896640 | Pod Rachaniami | część wsi |
| 0896657 | Pod Wożuczynem | część wsi |

W latach 1975–1998 miejscowość administracyjnie należała do województwa zamojskiego.
Wieś jest sołectwem w gminie Rachanie. Według Narodowego Spisu Powszechnego z roku 2011 wieś liczyła 952 mieszkańców.
Wierni Kościoła rzymskokatolickiego należą do parafii Nawiedzenia Najświętszej Maryi Panny w Wożuczynie.